# Ozile II de Morlhon
Ozile II de Morlhon (Odilon en français) était un seigneur rouergat du XIe siècle.
Il était le fils de Raoul de Morlhon et le petit-fils d'Ozile Ier de Morlhon.
En 1053, en pèlerinage à Jérusalem avec sa femme Cécile, sur le tombeau du Christ, soit avant la première croisade, Ozile de Morlhon fit une donation, dans un acte rédigé à Jérusalem, pour élever sur ses terres « rougeâtres » de l'Aveyron, dans la paroisse de Mauriac, un monastère en l’honneur du Saint-Sépulcre. La donation fut confirmée par son fils Raoul en 1070 et le monastère fut construit avec une église en forme de croix grecque. Le lieu prit de l’importance, s’entoura de fortifications, et devint deux siècles plus tard la bastide de Villeneuve d'Aveyron.